# JR西日本683系電力動車組
683系是西日本旅客鐵道（JR西日本）旗下的一款交直流兩用的電聯車、289系是西日本旅客鐵道（JR西日本）旗下的一款直流用的電力動車組，是681系的後繼車型。和681系一樣，683系是為了更換長期服務「雷鳥」號特急列車的485系而設計之車型。
原本北越急行擁有此系的8000番台電聯車做為白鷹號列車行駛。2015年3月14日起，北陸新幹線通車，北越急行將所擁有的8000番台全數售予JR西日本。
683系由川崎重工業、近畿車輛、日立製作所、日本車輛製造（只負責製造2000番台S編組列車）和新潟運輸系統（負責8000番台列車組裝）承造，2001年（平成13年）起陸續投入服務。

## 車輛規格
683系的設計源自前系列681系，其規格沒有重大改動。因此以下內容主要描述兩系列的相異之處。

### 與681系的相異之處
- 車體的原料從碳鋼更改成鋁合金。
- 變頻器控制裝置的半導體從可關斷晶閘管（GTO）升級為目前較為先進的絕緣柵雙極晶體管（IGBT）。
- 主電動機升級為WMT105系電動機（籠形三相誘導電動機），每台輸出功率從220kW提升至245kW，4000番台再更新為WMT105A型電動機，每台輸出功率更達255kW。
- 列車安裝的空氣壓縮機採用在223系（0、1000番台除外）和285系列車應用的低噪音形螺桿式空氣壓縮機，取代681系原有的往復式空氣壓縮機。
- 附屬編組的車頭全面改配設有貫通構造的車頭，容許加掛多於一列附屬編組。在加掛兩列附屬編組的情況下，0番台列車可以最長12輛編組行駛。
- 非貫通設計車頭前方照明燈和尾燈均沿用681系的規格，但形狀有所不同。8000番台的車頭照明燈則改採高強度氣體放電燈（HID）。
- 列車的營運極速是時速130公里，主要於北陸本線富山以西路段達成此速度。動車基本制動系統改為踏面制動。而列車設計則已為時速160公里的設計極速作準備。
  - 由於8000番台列車需以設計極速時速160公里行駛，其動車基本制動系統沿用681系的卡盤型碟式制動系統。
- 681系非貫通設計車頭的全覆蓋式車勾蓋設計被簡化為半開放式設計。
- 車窗放棄原681系採用的一大片車窗的設計，但每塊獨立車窗之間的柱子均塗上黑色，營造和681系類似的外觀。
- 車門裝設關門提示鐘聲，音調和223系相同。
- 681系客艙和通道間的自動門被更改為以觸控感應控制。
- 681系在客艙兩端安裝的8色列車情報顯示屏在此系被更換為3色LED顯示板。
- 綠色車廂座位不設液晶顯示屏，而681系綠色車廂座位原有的液晶顯示屏也逐漸被拆除。
- 椅套的顏色和681系剛好相反——單數車廂採用酒紅色椅套，雙數車廂則採用灰色椅套。
- 車體的製作編號紀錄方式從傳統組合預製的金屬文字改為塗在一塊鐵板上。

雖然設計與681系相容，但683系並沒有與681系混編成一列列車編組，只會以編組為單位相互連結行駛。

### 兩系列的共通點
- 集電弓沿用681系的交叉式設計（WPS27C型），最新的4000番台則改採單臂式設計（WPS28D型）。
- 車體兩側的方向幕有兩種顯示風格：在JR西日本管轄範圍內行駛的列車（如「THUNDERBIRD」、「環球影城特快」）均採用自行設計的列車標誌，至於會進入其他公司管轄範圍的列車（如「白鷹」號、「白鷺」號、「專線列車」等）則採用黑底白字（黑體）形式來顯示列車名稱。

## 型號區分
683系有四種型號：JR西日本擁有的0番台、2000番台和4000番台，以及8000番台。
- 0番台列車主要服務東海道本線、北陸本線特急列車「THUNDERBIRD」
- 2000番台列車主要服務「白鷺」號特急列車。現時S編組已全面退出北陸地區，並直流電化，以289系的名義服務南紀地區的黑潮號列車和北近畿地區的東方白鸛號。
- 4000番台列車預定接替原有的485系服務「雷鳥」號特急列車
- 8000番台列車在以往主要服務「白鷹」號特急列車。2015年3月14日改點後主要服務「白鷺」號特急列車

2013年6月時，JR西日本和北越急行合共擁有270輛683系車輛，在生產數量方面居日本現役特急車輛的第一位，已超越東日本旅客鐵道（JR東日本）的E257系成為生產數量最多的現役特急車輛。

### 0番台
0番台列車主要用作替換長期服務「雷鳥」號特急列車的485系列車，是683系的首個型號。
0番台列車分兩批共製造了54輛，全數配置於吹田綜合車輛所京都支所，原編組記號為T，代表是特急「THUNDERBIRD」的專用編組，後來變更編組號碼，在基本編組為W31 - W36，附屬編組為V31 - V36。首批於2001年落成，共製造了6輛基本編組和3輛附屬編組各4列，並於2001年（平成13年）3月3日正式投入服務。翌年JR西日本增購基本編組和附屬編組各2列，以便騰出2列681系列車替換服務「白鷹」號的2列485系列車。
作為特急「THUNDERBIRD」的專用編組，0番台列車和681系T編組一樣，在車體兩側均有特急「THUNDERBIRD」的標誌。車體塗裝和681系一樣，以灰色、藍色和白色為主。
編組方式
| 基本編組     | ←金澤、和倉温泉方向 | ←金澤、和倉温泉方向 | ←金澤、和倉温泉方向 | 大阪方向→ | 大阪方向→ | 大阪方向→ |
| 車廂編號     | 1                   | 2                   | 3                   | 4         | 5         | 6         |
| 生產編號制式 | 683-0               | 682-0               | 683-1000            | 683-300   | 682-0     | 683-1500  |
| 動力車輛     |                     |                     | ●                   |           |           | ●         |
| 集電弓       |                     | ●                   |                     |           | ●         |           |
| 車廂等級     | 綠色                | 普通                | 普通                | 普通      | 普通      | 普通      |
| 附屬編組     |                     |                     |                     |           |           |           |
| 車廂編號     | 7                   | 8                   | 9                   |           |           |           |
| 生產編號制式 | 682-500             | 683-1300            | 683-700             |           |           |           |
| 動力車輛     |                     | ●                   |                     |           |           |           |
| 集電弓       | ●                   |                     |                     |           |           |           |
| 車廂等級     | 普通                | 普通                | 普通                |           |           |           |

參考資料：
運用方式
0番台列車主要服務特急列車「THUNDERBIRD」，繁忙時間最長以12輛（基本編組加掛兩列附屬編組）行駛。除了「THUNDERBIRD」外，0番台列車也服務行駛北陸本線和七尾線的「早安特快、晚安特快」以及行駛東海道本線（琵琶湖線、JR京都線）來往米原和大阪的特急列車「琵琶湖特快」。此外，由於683系設計和681系相容，因此常看到0番台列車和681系列車連結運行。
除了以上路線外，0番台列車在2003年3月15日曾作為小濱線電氣化完成紀念列車服務該線。

### 2000番台
2000番台列車可分為兩種：第一種服務「白鷺」號的S編組，另一種則是供特急列車「THUNDERBIRD」加掛用的附屬編組，稱為R編組。現時，所有2000番台S編組列車已全面退出北陸地區，並改造為直流電專用車，以289系的名義服務南紀地區的黑潮號列車和北近畿地區的東方白鸛號，下方會作出介紹。

#### S編組
S編組列車是用作取代服務特急「白鷺」號和「加越」號的485系列車，於2003年（平成15年）3月15日正式投入服務，服務來往名古屋和富山的「白鷺」號部分班次。同年6月1日全面取代「白鷺」號的485系，同年7月19日再全面取代「加越」號的485系。同年10月，「加越」號班次被取代為「白鷺」號班次，所有列車成為「白鷺」號專用列車。
S編組列車也有兩種編組方式。基本編組為5輛編組，共有12列（編組編號：S01－S12）；附屬編組為3輛編組，共有9列（編組編號：S21－S29）。全數共87輛的S編組列車和0番台列車一樣，一律配置於金澤綜合車輛所。而作為編組編號的S字，是「白鷺」的羅馬拼音的首個字母（Shirasagi），以便與配屬吹田綜合車輛所，服務特急「THUNDERBIRD」班次的0番台T編組識別。
為了和其他以683系服務的列車班次識別，S編組列車的兩側塗上「白鷺」號的標誌。在2003年10月「加越」號被取代以前，683系列車曾有「加越」號的標誌，但都在列車被取代後被消除。
此外，車體塗裝參考被取代的485系列車的配色來進行修改，以識別服務「THUNDERBIRD」班次的0番台列車。塗在0番台列車車窗下方的藍線下半段被加上■橙色。這種橙色和東海旅客鐵道（JR東海）的企業代表顏色相似，是JR西日本的第二個企業代表顏色，在新幹線700系7000番台（「光速鐵路之星」號專用列車）、321系和更新塗裝後的207系也有採用。其他塗裝則和0番台相似，以■灰色、■藍色和□白色為主。
除了上述外觀上的差異，S編組的客艙編排也跟0番台列車有相異之處：
- 綠色車廂設有吸煙室，令該車廂的車門位置和其他的車廂不同。
- 綠色車廂部分座位設有供筆記本電腦使用的電源，規格跟服務「光速鐵路之星」號的新幹線700系7000番台的辦公用座椅相同。
- 列車編組方向完全相反。0番台列車往大阪方向的車頭在S編組中被編為往富山、名古屋方向的車頭。
- 基本編組為5輛編組，較0番台列車少了一輛安裝集電弓的無動力車輛。為了維持兩座集電弓的要求，因此需在綠色車廂所在的682型2000番台車輛安裝。
- 附屬編組的車門位置也有不同。

編組方式
| 基本編組     | ←名古屋、富山方向 | ←名古屋、富山方向 |          | 米原方向→ | 米原方向→ |
| 車廂編號     | 1                 | 2                 | 3        | 4         | 5         |
| 生產編號制式 | 682-2000          | 683-3400          | 682-2200 | 683-2500  | 683-3500  |
| 動力車輛     |                   | ●                 |          |           | ●         |
| 集電弓       | ●                 |                   | ●        |           |           |
| 車廂等級     | 綠色              | 普通              | 普通     | 普通      | 普通      |
| 附屬編組     |                   |                   |          |           |           |
| 車廂編號     | 6/9               | 7/10              | 8/11     |           |           |
| 生產編號制式 | 682-2700          | 683-2400          | 683-3500 |           |           |
| 動力車輛     |                   |                   | ●        |           |           |
| 集電弓       |                   | ●                 |          |           |           |
| 車廂等級     | 普通              | 普通              | 普通     |           |           |

參考資料：
運用方式
S編組主要服務特急列車「白鷺」號班次。來往金澤和米原的班次基本上以5輛基本編組行駛，來往金澤和名古屋的班次一般都加掛一列附屬編組，以8輛編組行駛。繁忙時期列車會再加掛附屬編組，最長以11輛編組（基本編組與兩列附屬編組連結）行駛。而列車的連結和分離的工作都是在米原站進行。
除了「白鷺」號班次，S編組也服務東海道本線專線列車「專線列車大垣」和「專線列車關原」。此外，也曾代替故障的T編組服務「THUNDERBIRD」班次。

#### 289系
「白鷺」使用的S編組2000番台列車直流化改造更新為289系之後，便逐漸取替服務於「黑潮」、「東方白鸛」、「城崎」、「橋立」的381系、183系電車。改造後配置於吹田總合車輛中心和福知山電車區。
サハ683型更改位置，加減「白鷺」時代的12列5輛基本編組，改成「黑潮」使用5列6輛編組和「東方白鸛」、「城崎」、「橋立」使用7列4輛編組；9列3輛附屬編組當中，「黑潮」使用3列，「東方白鸛」、「城崎」、「橋立」使用6列。「白鷺」最後服務日2015年3月13日的5列5輛編組和3列3輛編組轉屬吹田總合車輛所京都支所，6列3輛編組轉屬福知山電車區。
2015年4月28日，289系S10編組改造出場時廢除「SHIRASAGI」標誌和交流機器。另外，同年5月27日，4輛編組的S06編組試運轉。外板塗装的4輛列車投入時的外觀與287系無異，「黑潮」用的6輛編組的車窗下方色帶改為海洋綠色，「東方白鸛」、「城崎」、「橋立」用的4輛編組的車窗下方色帶改為深紅色。番台區分的2000番台、3000番台沒有更改。
2015年10月17日實施和歌山站 - 白濱站間的試乘會，同年10月31日開始運用。
2016年3月26日改正時間表，不再服務「城崎」、「橋立」，福知山所屬車只運用於「東方白鸛」，而附屬編組只用於定期班次。
於2016年11-12月，部分クロ288改造成クロハ288，並把綠色車廂的座位數減半。
編組（289系）
開始運用時和287系的基本、附属編組方向統一（「白鷺」時代的綠色車廂變更為朝米原的方向）。
「黑潮」編組
| 基本編組     | ←和歌山、紀伊田邊、白濱方向 | ←和歌山、紀伊田邊、白濱方向 | ←和歌山、紀伊田邊、白濱方向 | 新大阪、京都方向→ | 新大阪、京都方向→ | 新大阪、京都方向→ |
| 車廂編號     | 1                           | 2                           | 3                           | 4                 | 5                 | 6                 |
| 生產編號制式 | 288-2000                    | 289-2500                    | 289-3400                    | 288-2200          | 289-2500          | 289-3500          |
| 動力車輛     |                             |                             | ●                           |                   |                   | ●                 |
| 集電弓       | ●                           |                             |                             | ●                 |                   |                   |
| 車廂等級     | 綠色(クロハ為綠色+普通)     | 普通                        | 普通                        | 普通              | 普通              | 普通              |
| 附屬編組     |                             |                             |                             |                   |                   |                   |
| 車廂編號     | 7                           | 8                           | 9                           |                   |                   |                   |
| 生產編號制式 | 288-2700                    | 289-2400                    | 289-3500                    |                   |                   |                   |
| 動力車輛     |                             |                             | ●                           |                   |                   |                   |
| 集電弓       | ●                           |                             |                             |                   |                   |                   |
| 車廂等級     | 普通                        | 普通                        | 普通                        |                   |                   |                   |

「東方白鸛」編組
| 基本編組     | ←城崎温泉、豐岡、福知山方向 | ←城崎温泉、豐岡、福知山方向 | 新大阪方向→ | 新大阪方向→ |
| 車廂編號     | 1                           | 2                           | 3           | 4           |
| 生產編號制式 | 288-2000                    | 289-3400                    | 288-2200    | 289-3500    |
| 動力車輛     |                             | ●                           |             | ●           |
| 集電弓       | ●                           |                             | ●           |             |
| 車廂等級     | 綠色(クロハ為綠色+普通)     | 普通                        | 普通        | 普通        |
| 附屬編組     |                             |                             |             |             |
| 車廂編號     | 5                           | 6                           | 7           |             |
| 生產編號制式 | 288-2700                    | 289-2400                    | 289-3500    |             |
| 動力車輛     |                             |                             | ●           |             |
| 集電弓       | ●                           |                             |             |             |
| 車廂等級     | 普通                        | 普通                        | 普通        |             |

#### R編組
R編組是在繁忙時用作加長「THUNDERBIRD」列車的3輛附屬編組。全部列車由近畿車輛承造，2005年（平成17年）共製造了4列12輛。
R編組的列車的製作編號沿用S編組的製作編號，規格也和S編組的附屬編組相同。唯一相異之處是R編組的列車方向跟S編組完全相反，以和T編組的附屬編組統一。可是，由於2000番台的設計曾作改動，T編組6號（9號）車廂近富山、和倉溫泉一邊車廂和S編組7號（10號）車廂近大阪一邊車廂均不設車門，令乘客上落有點不便。塗裝方面則跟T編組相同。
編組方式
| R編組        | ←金澤方向 |          | 大阪方向→ |
| 車廂編號     | 7/10      | 8/11     | 9/12      |
| 生產編號制式 | 683-3500  | 683-2400 | 682-2700  |
| 動力車輛     | ●         |          |           |
| 集電弓       |           | ●        |           |
| 車廂等級     | 普通      | 普通     | 普通      |

運用方式
R編組主要服務特急「THUNDERBIRD」班次。但由於前述車門位置的設計差異，導致車站登車指示混亂，故通常只會作為第二列附屬編組（10－12號車廂）。
由於R編組是流動編組列車，因此也會服務團體臨時列車班次。紀錄上也有連結S編組和T編組的基本編組提供團體臨時列車服務。

### 4000番台
4000番台列車是為了更換為特急「雷鳥」平均服務32年（2008年1月時）的485系而製造的，共製造12列9輛編組列車。列車更換於2011年春季左右完成，預定全數交由金澤綜合車輛所管理。
同年12月上旬，首列列車在近畿車輛廠房落成。同月14日出廠，被運往金澤綜合車輛所。其後於2009年2月3日正式開始試車。
4000番台列車的設計加入一些新元素，以提升車體強度和客艙舒適度。車體方面，683系加強了原有681系的車體設計強度，以防止車輛間互相碰撞造成損傷。車廂內部則把重點放在改良座椅、行李架和加大列車資訊顯示屏的字體大小，並加入女性專用洗手間和大型無障礙洗手間。綠色車廂的所有座椅均設有電源插座，方便旅客使用電腦等裝置。此外，JR西日本也考慮在4000番台列車的車廂內全面禁煙（但設有吸煙室）。
為了和原有的683系區分，並提高載客量，4000番台放棄0番台的6+3編組，改以9輛固定編組。而兩端車頭則採用貫通型車頭（綠色車廂端的車頭並未安裝貫通車門），以增加列車日後轉屬其他路線的靈活度。此外，為了保護環境，4000番台和8000番台的列車的空調系統採用不以氟利昂（氟氯烷）為冷凍劑的產品，減低高頻諧波和減低列車行駛時產生的噪音
T52編組出廠時，頭燈採用HID燈，對應支援北北線及取代489系代走列車，服務「白鷹」號的場合，以臨時列車或者代走居多(當WW的681系或者SEC的681系2000番台和683系8000番台故障維修時用於白鷹號)。
編組方式
| 基本編組     | ←金澤方向 | ←金澤方向 | ←金澤方向 | ←金澤方向 |          | 大阪方向→ | 大阪方向→ | 大阪方向→ | 大阪方向→ |  |
| 車廂編號     | 1         | 2         | 3         | 4         | 5        | 6         | 7         | 8         | 9         |  |
| 生產編號制式 | 683-4500  | 682-4300  | 683-5400  | 682-4400  | 683-5000 | 683-4700  | 683-4800  | 682-4300  | 683-5500  |  |
| 動力車輛     |           |           | ●         |           | ●        |           |           |           | ●         |  |
| 集電弓       |           | ●         |           | ●         |          |           |           | ●         |           |  |
| 車廂等級     | 綠色      | 普通      | 普通      | 普通      | 普通     | 普通      | 普通      | 普通      | 普通      |  |

參考資料：
運用方式
首列列車預定於2009年6月1日列車時間表改正時投入服務，並把原有的「雷鳥」號班次（每列485系每日服務2班來回班次）逐漸改為「THUNDERBIRD」班次。

### 8000番台
以往8000番台由北越急行擁有，是683系中唯一能以設計極速（時速160公里）行駛的型號。製作目的是要替換東日本旅客鐵道（JR東日本）旗下服務北北線、北陸本線特急「白鷹」號的一列485系3000番台。
原本更換此列車是由JR東日本自行處理，但由於多種原因而令JR東日本決定把唯一的列車限額轉讓予北越急行(但會負擔該列車每年的營運費用)。首先，北北線大部分路段均是隧道，並以高達160公里的時速行駛，因此對列車性能（如速度、車廂氣密性）的要求非常高。加上北陸本線的電力頻率（60Hz）和JR東日本交流電氣化路段的電力頻率（50Hz）並不相同，使JR東日本旗下列車均不符合替換的要求，要重新設計列車來替代。但僅更換該列車並不符合製作成本效益，而當列車日後轉配其他路線時可能出現困難。此外，因為683系與681系相容，且以往北越急行的681系2000番台列車也會與JR西日本的681系相互連結行駛的經驗，故如能藉此機會統一列車型號，也有助列車的調配。。
8000番台列車只製造了6輛基本編組（編組編號：N03）和3輛附屬編組（編組編號：N13）各一列。8000番台列車由兩家公司承造，川崎重工業負責製造車體，新潟運輸系統則負責組裝列車。兩列列車均於2005年（平成17年）3月1日正式投入服務。列車暱稱是「雪兔特快」（Snow Rabbit Express），跟同屬北越急行的681系2000番台一樣。而列車維修保養方面也委託給JR西日本金澤綜合車輛所負責。
基本設計方面，8000番台列車與0番台和2000番台列車大致相同，只有部分車門位置被改動。其中基本編組3號車廂和4號車廂之間原有的車門被取消，空出的空間則安裝了垃圾箱和飲品自動售賣機。另外為了和681系列車的乘車位置統一，6號車廂和7號車廂駕駛端不設旅客用車門。
由於需要以時速160公里行駛，8000番台的制動系統重新採用681系電動車的車輪碟式制動系統。此外，為了保護環境，8000番台列車的空調系統採用不以氟利昂（氟氯烷）為冷凍劑的產品，減低高頻諧波和減低列車行駛時產生的噪音。
編組方式
| 基本編組     | ←福井、金澤方向 | ←福井、金澤方向 | ←福井、金澤方向 | 越後湯澤、和倉溫泉方向→ | 越後湯澤、和倉溫泉方向→ | 越後湯澤、和倉溫泉方向→ |
| 車廂編號     | 1               | 2               | 3               | 4                       | 5                       | 6                       |
| 生產編號制式 | 683-8000        | 682-8000        | 683-8300        | 683-8000                | 682-8000                | 683-8700                |
| 動力車輛     |                 |                 | ●               |                         |                         | ●                       |
| 集電弓       |                 | ●               |                 |                         | ●                       |                         |
| 車廂等級     | 綠色            | 普通            | 普通            | 普通                    | 普通                    | 普通                    |
| 附屬編組     |                 |                 |                 |                         |                         |                         |
| 車廂編號     | 7               | 8               | 9               |                         |                         |                         |
| 生產編號制式 | 682-8500        | 683-8000        | 683-8700        |                         |                         |                         |
| 動力車輛     |                 | ●               |                 |                         |                         |                         |
| 集電弓       | ●               |                 |                 |                         |                         |                         |
| 車廂等級     | 普通            | 普通            | 普通            |                         |                         |                         |

參考資料：
運用方式
以往8000番台列車只服務特急「白鷹」號班次。原來的485系只負責11和14號班次，但8000番台列車則和原有的681系列車混合使用。

雖然8000番台列車和其他683系列車一樣，容許加掛兩列附屬編組，以最長的12輛編組行駛，但實際上8000番台列車於「白鷹」使用時期未曾實行這種編組方式。

自從北陸新幹線通車後，N03和N13均售予西日本旅客鐵道、並更改車輛塗色，現時主要服務「白鷺」號特急列車。

但是因轉售於西日本旅客鐵道之故，即陸續出現最長12輛的使用紀錄(大多以附屬編組加掛於雷鳥號)。

且因車輛調度因素與2000番台退出「白鷺」運用，以致「雷鳥」、「白鷺」列車編組大致統一、偶爾會使用於「雷鳥」班次。此外，由於有大量關於列車的查詢，因此北越急行曾在官方網站公開列車的運用計畫。

## 外部連結
- （日語） JR西日本
  - http://www.jr-odekake.net/train/thunderbird/index.html （页面存档备份，存于）
  - http://www.jr-odekake.net/train/shirasagi/index.html （页面存档备份，存于）
- （日語） 北越急行（页面存档备份，存于）
  - 特急
- （日語） 座席探訪
  - 683系
  - 683系2000番台
- （日語）